# Karl Michel von Tüßling
Karl Richard Freiherr Michel von Tüßling (27 de julio de 1907, Tüßling, Baviera - Ibídem, 30 de octubre de 1991) fue un noble oficial alemán de las Schutzstaffel (SS) que sirvió en el personal del Reichsführer-SS y en el personal de la Oficina Principal de las SS. Desde 1936 en adelante, también fue ayudante personal del Reichsleiter y SS-Obergruppenführer Philipp Bouhler, quien estaba a cargo de la Cancillería del Führer (Kanzlei des Führers), jefe del programa de eutanasia Aktion T4, así como co-iniciador del Aktion 14f13. En 1947, Tüßling presentó una declaración jurada en defensa del criminal de guerra Viktor Brack, quien fue sentenciado a muerte en los juicios de Núremberg.

## Biografía

### Primeros años
Karl Freiherr Michel von Tüßling nació en Tüßling, Baviera, como el segundo hijo de Alfred Freiherr Michel von Tüßling (1870-1957) y Hertha Gräfin Wolffskeel von Reichenberg (1877-1948). Creció en la finca del castillo de Tüßling, en la Alta Baviera, que su padre compró en 1905. Después de la Primera Guerra Mundial se graduó de la escuela secundaria (Abitur) y estudió silvicultura en Múnich en la Ludwig-Maximilians-Universität. Se graduó como Diplom-Forstwirt.
Michel von Tüßling provenía de una familia conservadora nacionalista. Su padre había servido como Major (reserva) del Ejército Bávaro. Su tío Eberhard Wolffskeel von Reichenberg (1875-1954) sirvió como Major en el Ejército Imperial. Como jefe de gabinete de Fakhri Pasha, subcomandante del Cuarto Ejército Otomano, participó activamente en el Genocidio Armenio. Su tío Richard von Michel-Raulino (1864-1926) fue un miembro comprometido del Partido Nacional del Pueblo Alemán, así como editor y propietario del periódico conservador nacionalista Bamberger Tagblatt. Su hermana mayor Freda (1905-1936) se casó con el nacionalsocialista Henning von Nordeck (1895-1978), quien se desempeñó como SS-Standartenführer en el personal de la Reichsleitung SS, ya en 1934.

### Partido nacionalsocialista y carrera de las SS
Michel von Tüßling se unió a las SS (Unidad Motorizada 2) en Múnich en abril de 1933, poco después de que el Partido Nacionalsocialista (NSDAP) tomara el poder nacional. En el verano de 1933 fue transferido al primer SS-Standarte en Múnich, que fue comandado por Viktor Brack, quien también era jefe de personal del Secretario del Reich del NSDAP, el Reichsleiter Philipp Bouhler. En agosto de 1934, Bouhler se convirtió en presidente de la policía de Múnich, y solo un mes después, fue nombrado jefe de la Cancillería de Adolf Hitler. En 1935 Bouhler convocó a Michel von Tüssling a Berlín, donde se convirtió en comisionado, llegando al rango de Untersturmführer. Sirvió en la Cancillería de Hitler (KdF) y también se convirtió en un funcionario del Reichsführer-SS Heinrich Himmler. Poco después de su fundación en diciembre de 1935, Michel von Tüßling se convirtió en miembro de la organización de las SS Lebensborn.

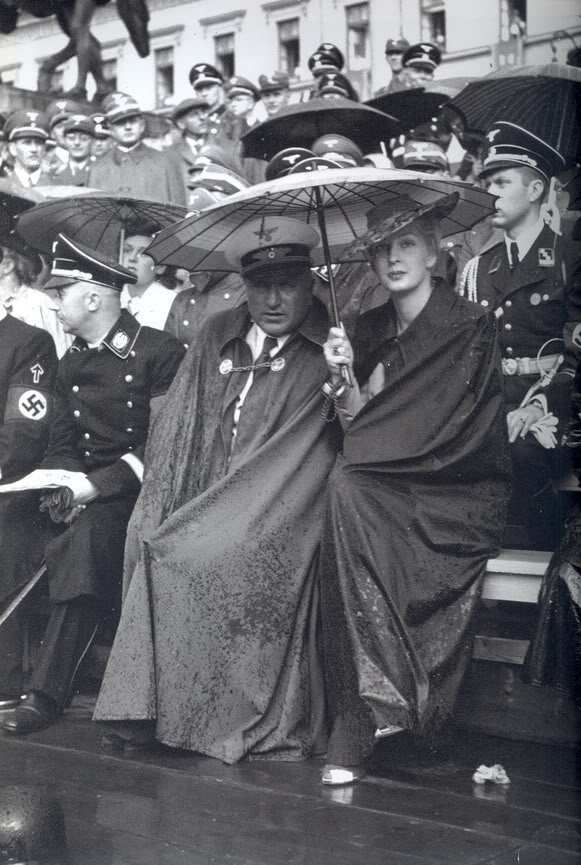
(desde la izquierda) Heinrich Himmler, Robert Ley con su esposa Inga, Karl Freiherr Michel von Tüßling (derecha), Múnich, 1939.

En 1936 fue ascendido a Obersturmführer y se convirtió en ayudante personal de Bouhler. Brack fue nombrado jefe de la Oficina Principal 2 (Hauptamt II). La oficina de Bouhler era responsable de todas las correspondencias para Hitler que incluían comunicaciones privadas e internas, apelaciones de los tribunales del partido, sentencias oficiales y peticiones de clemencia. En 1937, también se convirtió en oficial de personal en la Oficina Principal de las SS, y fue ascendido a Hauptsturmführer en 1938. Michel von Tüßling continuó su servicio en la Cancillería de Hitler y las SS, y siguió siendo el ayudante personal de Bouhler durante el Aktion T4, el programa de eutanasia involuntaria, que se ejecutó oficialmente desde septiembre de 1939 hasta agosto de 1941, matando a más de 70.000 personas. El 30 de enero de 1941, Michel von Tüßling fue ascendido a Sturmbannführer.
En 1941 Bouhler y Himmler iniciaron el Aktion 14f13. Bouhler dio instrucciones al jefe del Hauptamt II, Viktor Brack, que ya había estado a cargo de las diversas operaciones frontales de T4, para implementar esta orden. Aktion 14f13 ejecutó a 15.000-20.000 prisioneros de campos de concentración. Muchos empleados de la KdF que participaron en el T4 luego se unieron a la Operación Reinhard, el plan alemán bajo Odilo Globocnik para exterminar a los judíos polacos en el distrito del Gobierno General de la Polonia ocupada por Alemania, que se ejecutó desde octubre de 1941 hasta noviembre de 1943. 
En la lista de Oficiales de las SS de 1943 y 1944 (Dienstalterslisten der SS), Michel von Tüßling fue incluido bajo el número '2.007', sirviendo como oficial de personal en el SS-Hauptamt. El SS-Hauptamt mantuvo para otras ramas de las SS, el "rastro de papel" para actividades como el Einsatzgruppen, la Solución final y la comisión del Holocausto. Más tarde, el 10 de mayo de 1945, Bouhler fue capturado y arrestado por las tropas estadounidenses. Se suicidó el 19 de mayo de 1945 mientras estaba en el campo de internamiento estadounidense en Zell am See en Austria.
Michel von Tüßling fue internado en el campo de internamiento de Ratisbona, desde donde proporcionó una declaración jurada en defensa de Viktor Brack en 1947. En esta declaración jurada también describe su relación (Brack, Bouhler, Michel von Tüßling) con el secretario privado de Adolf Hitler, Martin Bormann; (extracto): 
Brack era un opositor abierto de la política de Bormann, especialmente de las demandas de totalidad NSDAP defendidas por Bormann. Lo sé muy definitivamente, porque Brack me pidió repetidamente que usara mi influencia personal para inducir al Reichsleiter Bouhler a adoptar una actitud más activa contra los esfuerzos de Bormann. Bouhler ciertamente compartió la opinión de Brack y de mí sobre Bormann, pero a pesar de nuestras protestas no alteró su actitud pasiva hacia Bormann... Estoy convencido de que él [Brack] no consideraba a las SS como una organización para la perpetración de crímenes. Su actitud hacia la cuestión judía no se correspondía con la concepción habitual de las SS. Estuvo en buenos términos con varios judíos de ascendencia mixta y en su capacidad oficial actuó repetidamente en nombre de los judíos que solicitaron asistencia.

- Karl Baron Michel von Tüßling, Regensburg, 31 de marzo de 1947.
Durante el "juicio de los doctores" de Núremberg, Brack fue acusado de crímenes de guerra y crímenes contra la humanidad: experimentación humana nazi, asesinatos en masa bajo la apariencia de eutanasia, su relación con el Aktion 14f13 y su participación en la implementación de la Solución Final. Brack fue declarado culpable y ejecutado en la prisión de Landsberg en 1948. 
Michel von Tüßling pudo ocultar su actividad de las KdF y SS en tiempos de guerra de los fiscales estadounidenses. En el juicio a los doctores de Núremberg afirmó una declaración jurada de que en septiembre de 1939 fue reclutado en la Luftwaffe, donde sirvió hasta el final de la guerra. Después de su liberación del centro de detención en 1948, regresó a Tüßling y trabajó como agricultor. Junto con Brack y Bouhler, uno de sus amigos cercanos del Partido Nacionalsocialista fue el ex Ministro de Armamentos y Producción de Guerra Albert Speer, quien lo visitaba regularmente en su propiedad después de su liberación de la prisión de Spandau en 1966. Michel von Tüßling murió en el castillo de Tüßling en 1991.

### Familia

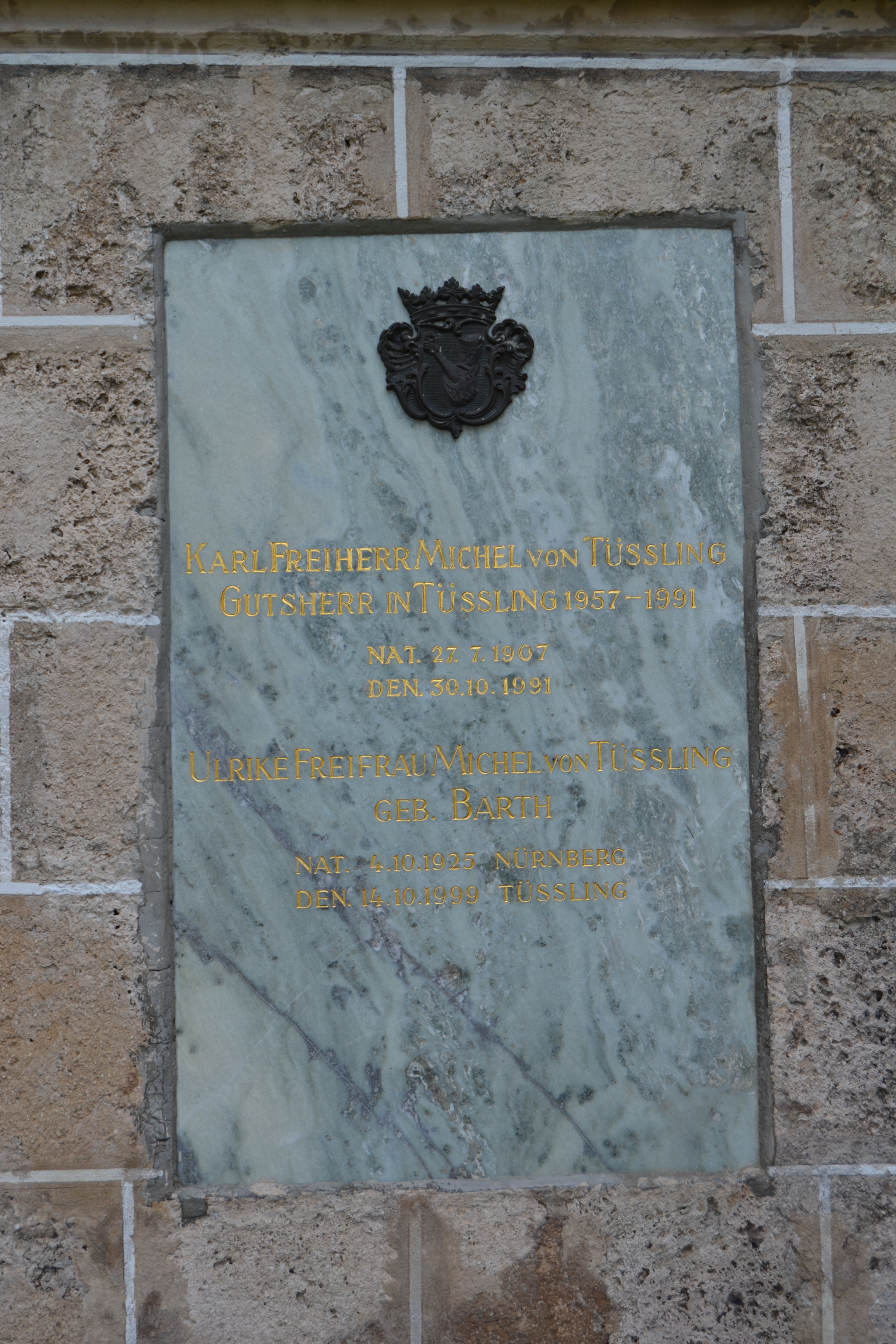
Lápida de Karl Freiherr Michel von Tüßling y su esposa Ulrike, en la iglesia de peregrinación Niños inocentes, Heiligenstatt (Tüßling).

Michel von Tüßling se casó dos veces. Su primer matrimonio tuvo lugar el 16 de mayo de 1938 con Elisabeth von Stumm (1918-1996) en Berlín; divorciada, Traunstein, 22 de diciembre de 1948. Su segundo matrimonio tuvo lugar el 14 de noviembre de 1960 con Ulrike Barth (1925-1999) en Múnich. Tuvo tres hijos. Su hija, Stephanie Gräfin Bruges-von Pfuel (de) (nacida en 1961), quien heredó la herencia de su padre, es la actual alcaldesa de Tüßling (CSU). En su primer matrimonio, se casó con Benedict Count Batthyány (nacido en 1960), cuya tía Margit Batthyàny, alias "La Condesa Asesina" (1911-1989), hija de Heinrich Thyssen, mantuvo un hogar de reconvalecencia para los miembros del SS (masacre de Rechnitz). Su hija Ulrike (nacida en 1962) se casó en 1988 con Eckbert von Bohlen und Halbach (nacido en 1956), miembro de la familia Krupp y sobrino del industrial Alfried Krupp von Bohlen und Halbach, quien fue condenado después de la Segunda Guerra Mundial por crímenes contra la humanidad; divorciado 1995. La hermana de Michel von Tüßling, Freda (1905-1936), se casó con el Alter Kämpfer, SS-Standartenführer Henning von Nordeck (1895-1978). Su prima Lilly (1892-1973) se casó con Willy Messerschmitt (1898-1978). El segundo marido de su prima Marie (1893-1978), Karl Freiherr von Thüngen (1893-1944) fue un general en la Wehrmacht que fue ejecutado en 1944 después del fallido complot del 20 de julio.

## Rangos

### SS
- 1935: SS-Untersturmführer
- 1936: SS-Obersturmführer
- 1938: SS-Hauptsturmführer
- 1941: SS-Sturmbannführer

### Wehrmacht
- hasta 1942: Leutnant der Reserve (reserva militar, Wehrmacht)
- 1943: Oberleutnant der Reserve

## Premios y condecoraciones
- Cruz de Hierro
  - 2.ª clase
  - 1.ª clase
- Espada de Honor de las SS
- Insignia deportiva de las SA, en bronce
- SS Zivilabzeichen #106.983[14]